# Аэропланктон
Аэропланктон — совокупность взвешенных в воздухе живых организмов.
Аэропланктон включает в себя различные виды бактерий, грибов, мхи, а также водоросли (в частности, одноклеточные растения — аэроплактофиты).
Аэропланктоном также называют взвешенные в атмосфере споры, пыльца, фитопланктон, мелкие семена, а также мелкие животные, например, членистоногие.
Споры многих бактерий легко поднимаются в высокие слои атмосферы, что позволяет им высеиваться на больших площадях.
Существует мнение, что аэропланктон, вместе с пылью, существенно влияет на погодные явления, в частности, зачастую является центром десублимации атмосферного льда.
Учёные изучают организмы аэропланктона, захватывая их с помощью фильтров, устанавливаемых на самолёты, воздушные змеи или аэростаты.